# Такахара, Наохиро
Наохиро Такаха́ра (яп. 高原 直泰; род. 4 июня 1979, Мисима, Сидзуока) — японский футболист, нападающий, играющий тренер клуба «Окинава».

## Клубная карьера
Такахара родился в Мисиме 4 июня 1979 года. После окончания средней школы в 1998 году он присоединился к «Джубило Ивата». В 1999 году клуб выиграл Джей-Лигу и Суперкубок Азии.
В августе 2001 года он перешёл в аренду в «Бока Хуниорс» . Он стал первым японским игроком, сыгравшим в аргентинском чемпионате.
В 2002 году он вернулся в «Джубило Ивата» и в том же году стал лучшим бомбардиром Джей-Лиги и был избран самым ценным игроком года.
После сезона 2002 года Такахара перешёл в немецкий «Гамбург». Он дебютировал в Бундеслиге в январе 2003 года, сыграв вничью 2-2 против «Ганновера-96», став тем третьим японским футболистом, сыгравшим в Бундеслиге после Ясухико Окудеры и Кадзуо Одзаки. 3 декабря 2006 года он сделал свой первый хет-трик в Бундеслиге в матче против «Алемании».
В январе 2008 года он перешёл в «Урава Редс» за 1,7 миллиона долларов. Из-за конфликта с главным тренером Фолькером Финке был отдан в аренду на год в корейский «Сувон Самсунг Блювингз».
В 2011 году Такахара вернулся в Японию и подписал контракт с «Симидзу С-Палс». После этого в 2013 году он играл за клуб второго дивизиона Японии «Токио Верди», а затем перешёл в клуб из третьего дивизиона «Сагамихара».
В декабре 2015 года вместе с японским дзюдоистом Тадахиро Номура Такахара основал футбольный клуб «Окинава», в котором был не только президентом клуба, но и играющим тренером.

## Международная карьера
В августе 1995 года Такахара был включён в состав сборной Японии для участия в Чемпионате мира по футболу среди юношеских команд. Он выходил на поле в трёх матчах и забил один гол. В апреле 1999 года Такахара был включён в состав сборной Японии для участия в Чемпионате мира по футболу среди молодёжных команд 1999. Он выходил на поле во всех матчах сборной и забил три гола, Япония заняла итоговое второе место. В феврале 2000 года Такахара был включён в состав сборной Японии для участия в отборочном турнире Кубка Азии по футболу. В трёх матчах он забил три гола, команда Японии квалифицировалась на основной турнир.
В сентябре 2000 года Такахара был включён в состав сборной Японии для участия в Олимпийских играх в Сиднее. Он выходил на поле во всех матчах сборной и забил три гола, в том числе в четвертфинальной встрече. В октябре 2000 года Такахара играл на Кубке Азии и в пяти матчах забил пять голов. Сборная Японии выиграла турнир. В 2002 году Такахара пропустил домашний чемпионат мира по футболу из-за болезни лёгких.
После этого Такахара участвовал в Кубке конфедераций 2003. В 2006 году он вошёл в сборную Японии для участия в Чемпионате мира по футболу 2006, где выходил на поле во всех матчах. Затем на Кубке Азии 2007 он забил 4 года в шести матчах и стал лучшим бомбардиром турнира. За свою карьеру в сборной до 2008 года Такахара сыграл 57 матчей и забил 23 гола.

## Достижения

### Командные
- Обладатель Кубка Азии: 2000
- Победитель Лиги чемпионов АФК: 1999
- Победитель Суперкубка Азии: 1999
- Чемпион J-Лиги: 1999, 2002
- Обладатель кубка немецкой лиги: 2003

### Личные
- Самый ценный игрок Джей-лиги: 2002
- Лучший бомбардир Джей-Лиги: 2002
- В числе лучших 11 игроков сезона: 2002
- Лучший бомбардир Кубка Азии по футболу: 2007